# 馬植
馬 植（ば しょく、生年不詳 - 857年）は、唐代の官僚・政治家。字は存之。本貫は京兆府興平県。

## 経歴
馬曛（あるいは馬勛）の子として生まれた。元和14年（819年）、進士に及第し、さらに制策科に登第して、寿州団練副使を初任とした。秘書省校書郎となり、三度異動して饒州刺史となった。開成元年（836年）、安南都護・御史中丞・安南招討使として出向した。
馬植は温和で礼儀正しく、官吏の事務に長じていた。開成3年（838年）、武陸県を武陸州に昇格させ、現地の少数民族の首領を刺史とするよう上奏して、聞き入れられた。また武陸州の境の遺棄された真珠の養殖池を復活させて真珠を生産させた。統治に有能で知られて、検校左散騎常侍を加えられ、さらに中散大夫を加えられた。黔中観察使に転じた。会昌3年（843年）、長安に入朝して光禄寺卿に任じられ、大理寺卿に転じた。
馬植は文学と統治の才能で当時に知られた。長らく辺境にいたため、長安に帰っても顕官を得られず、李徳裕に重んじられなかった。会昌6年（846年）、宣宗が即位すると、宰相の白敏中は李徳裕と仲が悪く、李徳裕との関係が薄い者を抜擢しようとした。そこで馬植は金紫光禄大夫の位を加えられ、刑部侍郎を代行し、諸道塩鉄転運使をつとめた。塩鉄転運使のまま戸部侍郎に転じた。まもなく本官のまま同中書門下平章事（宰相）となり、中書侍郎に転じ、礼部尚書を兼ねた。馬植は左軍中尉の馬元贄と仲が良く、馬元贄が宣宗に賜った通天犀帯を馬植に与えていた。大中3年（849年）、宣宗が帯のことを知って馬植を詰問すると、馬植は正直に答えた。馬植は宰相を退任して、天平軍節度使として出されることになった。さらに御史の取り調べを受け、常州刺史に左遷された。大中5年（851年）、白敏中が宰相を退任すると、馬植は太子賓客となり、東都を分司した。大中9年（855年）、許州刺史・検校刑部尚書・忠武軍節度観察等使として出向した。大中11年（857年）、汴州刺史・宣武軍節度観察等使となった。この年、汴州で死去した。

## 伝記資料
- 『旧唐書』巻176 列伝第126
- 『新唐書』巻184 列伝第109